# Vendrennes
Vendrennes és un municipi francès situat al departament de Vendée i a la regió de País del Loira. L'any 2007 tenia 1.391 habitants.

## Demografia

### Població
El 2007 la població de fet de Vendrennes era de 1.391 persones. Hi havia 500 famílies de les quals 88 eren unipersonals (46 homes vivint sols i 42 dones vivint soles), 168 parelles sense fills, 227 parelles amb fills i 17 famílies monoparentals amb fills.
La població ha evolucionat segons el següent gràfic:
Habitants censats

### Habitatges
El 2007 hi havia 546 habitatges, 504 eren l'habitatge principal de la família, 19 eren segones residències i 22 estaven desocupats. 533 eren cases i 5 eren apartaments. Dels 504 habitatges principals, 408 estaven ocupats pels seus propietaris, 95 estaven llogats i ocupats pels llogaters i 1 estava cedit a títol gratuït; 3 tenien una cambra, 16 en tenien dues, 59 en tenien tres, 135 en tenien quatre i 292 en tenien cinc o més. 411 habitatges disposaven pel capbaix d'una plaça de pàrquing. A 173 habitatges hi havia un automòbil i a 302 n'hi havia dos o més.

### Piràmide de població
La piràmide de població per edats i sexe el 2009 era:
| Homes | Edats   | Dones |
| ----- | ------- | ----- |
| 4     | 95 o +  | 0     |
| 0     | 90 a 94 | 4     |
| 12    | 85 a 89 | 12    |
| 4     | 80 a 84 | 12    |
| 16    | 75 a 79 | 16    |
| 20    | 70 a 74 | 16    |
| 12    | 65 a 69 | 24    |
| 20    | 60 a 64 | 28    |
| 16    | 55 a 59 | 12    |
| 40    | 50 a 54 | 28    |
| 36    | 45 a 49 | 28    |
| 40    | 40 a 44 | 44    |
| 48    | 35 a 39 | 48    |
| 60    | 30 a 34 | 48    |
| 24    | 25 a 29 | 48    |
| 32    | 20 a 24 | 4     |
| 64    | 15 a 19 | 52    |
| 40    | 10 a 14 | 32    |
| 44    | 5 a 9   | 32    |
| 32    | 0 a 4   | 40    |

## Economia
El 2007 la població en edat de treballar era de 887 persones, 739 eren actives i 148 eren inactives. De les 739 persones actives 701 estaven ocupades (394 homes i 307 dones) i 38 estaven aturades (16 homes i 22 dones). De les 148 persones inactives 45 estaven jubilades, 44 estaven estudiant i 59 estaven classificades com a «altres inactius».

### Ingressos
El 2009 a Vendrennes hi havia 538 unitats fiscals que integraven 1.448,5 persones, la mediana anual d'ingressos fiscals per persona era de 16.951 €.

### Activitats econòmiques
Dels 47 establiments que hi havia el 2007, 1 era d'una empresa alimentària, 5 d'empreses de fabricació d'altres productes industrials, 13 d'empreses de construcció, 10 d'empreses de comerç i reparació d'automòbils, 1 d'una empresa de transport, 5 d'empreses d'hostatgeria i restauració, 2 d'empreses financeres, 1 d'una empresa immobiliària, 3 d'empreses de serveis, 2 d'entitats de l'administració pública i 4 d'empreses classificades com a «altres activitats de serveis».
Dels 23 establiments de servei als particulars que hi havia el 2009, 3 eren tallers de reparació d'automòbils i de material agrícola, 3 paletes, 3 guixaires pintors, 5 fusteries, 1 lampisteria, 1 electricista, 3 perruqueries, 3 restaurants i 1 saló de bellesa.
Dels 4 establiments comercials que hi havia el 2009, 1 era una botiga de menys de 120 m², 1 una fleca i 2 floristeries.
L'any 2000 a Vendrennes hi havia 34 explotacions agrícoles que ocupaven un total de 1.342 hectàrees.

## Equipaments sanitaris i escolars
L'únic equipament sanitari que hi havia el 2009 era una ambulància.
El 2009 hi havia una escola elemental.

## Poblacions més properes
El següent diagrama mostra les poblacions més properes.